# سارة جاكوبس
سارة جاكوبس (مواليد 1 فبراير 1989) هي سياسية أمريكية من الحزب الديمقراطي وهي حالياً عضو في مجلس النواب الأمريكي منذ عام 2021.